# Saint-Bonnet-l'Enfantier
Saint-Bonnet-l'Enfantier è un comune francese di 419 abitanti situato nel dipartimento della Corrèze nella regione della Nuova Aquitania.

## Storia

### Simboli
Lo stemma è stato adottato il 7 agosto 1986. È rappresentato l'emblema di Gabriel Nicolas de la Reynie, Lieutenant général de police di Louis XIV che fu signore di Jenouilhac, con l'aggiunta in cuore del simbolo dei Visconti di Comborn.

## Società

### Evoluzione demografica
Abitanti censiti